# L'Humanité (película)
L'Humanité (La humanidad) es una película francesa dirigida por Bruno Dumont, estrenada el 27 de octubre de 1999. Fue una de las ganadoras del 52° Festival de Cannes en 1999 recibiendo el Gran Premio del Jurado, el premio al Mejor Actor para Emmanuel Schotté y el de Mejor Actriz para Séverine Caneele.

## Sinopsis
En un pueblo del norte de Francia, Pharaon de Winter es un teniente de la policía con tendencia a la depresión, que perdió en un accidente a su esposa y a su bebé tres años antes. Desde entonces vive solo con su madre. Su vecina, Domino, es una chica con un novio conductor de autobús llamado José. A Pharaon le gusta Domino, a quien a menudo invita junto a su novio para pasar la velada juntos. La trama se desencadena cuando debe investigar el asesinato y violación de una niña de once años, cuyo cuerpo fue encontrado en un campo baldío.

## Reparto
- Emmanuel Schotté: Pharaon De Winter
- Séverine Caneele: Domino
- Philippe Tullier: Joseph
- Ghislain Ghesquère: Jefe de policía
- Ginette Allegre: Eliane
- Daniel Leroux: Enfermera